# Виккершвир
Виккершви́р (фр. Wickerschwihr) — коммуна на северо-востоке Франции в регионе Гранд-Эст (бывший Эльзас — Шампань — Арденны — Лотарингия), департамент Верхний Рейн, округ Кольмар — Рибовилле, кантон Кольмар-2. До марта 2015 года коммуна административно входила в состав упразднённого кантона Андольсайм (округ Кольмар).
Площадь коммуны — 2,25 км², население — 730 человек (2006) с тенденцией к росту: 772 человека (2012), плотность населения — 343,1 чел/км².

## Население
Численность населения коммуны в 2011 году составляла 775 человек, а в 2012 году — 772 человек.
| 1962 | 1968 | 1975 | 1982 | 1990 | 1999 | 2006 | 2008 | 2011 | 2012 |
| ---- | ---- | ---- | ---- | ---- | ---- | ---- | ---- | ---- | ---- |
| 201  | 218  | 312  | 404  | 504  | 610  | 730  | 764  | 775  | 772  |

Динамика населения:

## Экономика
В 2010 году из 519 человек трудоспособного возраста (от 15 до 64 лет) 407 были экономически активными, 112 — неактивными (показатель активности 78,4 %, в 1999 году — 75,2 %). Из 407 активных трудоспособных жителей работали 395 человек (215 мужчин и 180 женщин), 12 числились безработными (5 мужчин и 7 женщин). Среди 112 трудоспособных неактивных граждан 44 были учениками либо студентами, 39 — пенсионерами, а ещё 29 — были неактивны в силу других причин.
На протяжении 2011 года в коммуне числилось 284 облагаемых налогом домохозяйства, в которых проживало 770 человек. При этом медиана доходов составила 24091 евро на одного налогоплательщика.

## Достопримечательности (фотогалерея)
- Здание фермы (XVIII век)
- Церковь
- Здание мэрии
- Фруктовый сад